# Hozat
Hozat là một huyện thuộc tỉnh Tunceli, Thổ Nhĩ Kỳ. Huyện có diện tích 777 km² và dân số thời điểm năm 2007 là 7823 người, mật độ 10 người/km².